# Saint-Jean-du-Corail
Saint-Jean-du-Corail ist eine Ortschaft und eine Commune déléguée in der französischen Gemeinde Mortain-Bocage mit 257 Einwohnern (Stand 2022) im Département Manche in der Region Normandie. 
Mit Wirkung vom 1. Januar 2016 wurden die früheren Gemeinden Bion, Mortain, Notre-Dame-du-Touchet, Saint-Jean-du-Corail und Villechien fusioniert und damit eine Commune nouvelle mit dem Namen Mortain-Bocage geschaffen. Die Gemeinde Saint-Jean-du-Corail gehörte zum Arrondissement Avranches und zum Kanton Mortain. 

## Geografie
Saint-Jean-du-Corail liegt etwa 34 Kilometer ostsüdöstlich von Avranches. 

## Sehenswürdigkeiten
- Kirche Saint-Jean-Baptiste aus dem 18. Jahrhundert

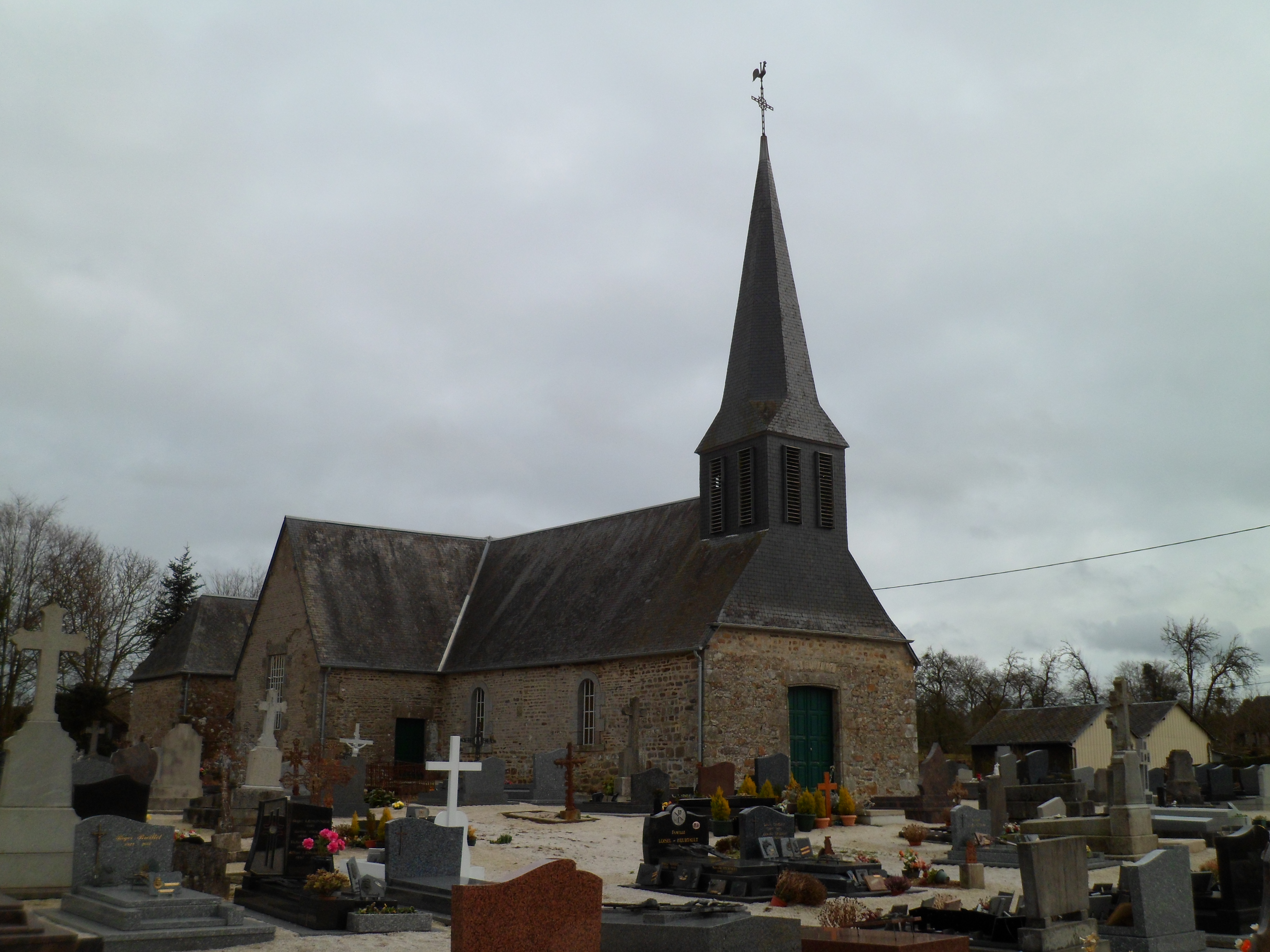
Kirche Saint-Jean-Baptiste

- Schloss Moissey